# Heerlijkheid Wiesentheid
Wiesentheid was een tot de Frankische Kreits behorende heerlijkheid binnen het Heilige Roomse Rijk.
Sinds 1452 is de familie Fuchs van Dornheim bekend als leenhouder van Wiesentheid. Valentijn Fuchs kocht in 1547 het slot met toebehoren van het graafschap Castell als erfelijk leen. Kort daarna maakte de heerlijkheid deel uit van het kanton Steigerwald van de Frankische Rijksridderschap. Hierdoor werd de heerlijkheid min of meer rijksvrij.
In 1673 stierf Georg Adolf Fuchs van Dornheim als laatste van zijn geslacht. Zijn weduwe huwde in 1678 Johan Otto van Dernbach. In 1675 werden de leden van deze familie tot rijksvrijheer en in 1678 tot rijksgraaf verheven. In 1691 werd een zetel in de Rijksdag en in de Zwabische Kreits verworven. Om als rijksstand tot de Frankische Kreits te kunnen worden toegelaten was het noodzakelijk dat de heerlijkheid losgemaakt werd van de Rijksridderschap, hoewel dit volgens het rijksrecht onmogelijk was. Na enige aanmaningen van de keizer stemde de rijksridderschap in 1692 tegen een vergoeding.
Na de kinderloze dood van Johan Otto van Dernbach in 1697 maakte het prinsbisdom Würzburg aanspraken op de heerlijkheid. In 1701 kwam het tot een vergelijk, waarin de gravin zich in een verkleinde heerlijkheid kon handhaven. Graaf Rudolf Frans van Schönborn nam de heerlijkheid in 1704 van de gravin over en kort daarna huwde hij haar.
Artikel 24 van de Rijnbondakte van 12 juli 1806 stelde de heerlijkheid Wiesentheid onder de soevereiniteit van het koninkrijk Beieren: de mediatisering.
Door het verdrag van Parijs van 26 mei 1810 tussen het koninkrijk Beieren en het groothertogdom Würzburg kwam de heerlijkheid bij Würzburg. Samen met het groothertogdom kwam Wiesentheid in 1814 weer aan Beieren.

## Bezit
Atzhausen, Goesdorf en het Woud van Obersambach.